# Atsushi Matsumoto
Atsushi Matsumoto –en japonés: 松本篤史, Matsumoto Atsushi– (24 de marzo de 1988) es un deportista japonés que compite en lucha.
Ganó una medalla de bronce en el Campeonato Mundial de Lucha de 2018 y dos medallas de plata en el Campeonato Asiático de Lucha entre los años 2015 y 2017.

## Palmarés internacional
| Campeonato Mundial  | Campeonato Mundial  | Campeonato Mundial | Campeonato Mundial |
| Año                 | Lugar               | Medalla            | Categoría          |
| ------------------- | ------------------- | ------------------ | ------------------ |
| 2018                | Budapest (Hungría)  | Medalla de bronce  | 92 kg              |
| Campeonato Asiático |                     |                    |                    |
| Año                 | Lugar               | Medalla            | Categoría          |
| 2015                | Doha (Catar)        | Medalla de plata   | 86 kg              |
| 2017                | Nueva Delhi (India) | Medalla de plata   | 85 kg              |